# كالا (لاعب كرة قدم)
كالا (بالإسبانية: Juan Torres Ruiz)‏ هو لاعب كرة قدم إسباني في مركز الدفاع، ولد في 26 نوفمبر 1989 في نبريشة في إسبانيا. شارك مع منتخب إسبانيا تحت 19 سنة لكرة القدم. أما مع النوادي، فقد لعب مع أنجي محج قلعة وأيك أثينا وإشبيلية أتلتيكو وكارديف سيتي ونادي إشبيلية ونادي خيتافي ونادي غرناطة ونادي قرطاجنة.

## وصلات خارجية
- كالا على موقع قاعدة بيانات كرة القدم.إي يو (الإنجليزية)
- كالا على موقع ليكيب (الفرنسية)
- كالا على موقع Soccerbase.com (لاعب) (الإنجليزية)
- كالا على موقع Soccerway.com (الإنجليزية)
- كالا على موقع عالم كرة القدم.نت (الإنجليزية)
- كالا على موقع AS.com (الإسبانية)